# Bojownik Foerscha
Bojownik Foerscha (Betta foerschi) – słodkowodna ryba z rodziny guramiowatych. Bywa hodowana w akwariach.

## Występowanie
Występuje endemicznie w Indonezji.

## Opis
Spokojna, płochliwa, pokojowo usposobiona ryba, która powinna być trzymana w akwarium gatunkowym. Wymaga zbiornika gęsto obsadzonego roślinami, również pływającymi, z licznymi kryjówkami wśród korzeni i kamieni. Konieczna systematyczna częściowa wymiana wody. Ryba jest wrażliwa na zmiany odczynu wody. Dorasta do ok. 7 cm długości.

## Warunki w akwarium
| Zalecane warunki w akwarium | Zalecane warunki w akwarium        |
| --------------------------- | ---------------------------------- |
| Zbiornik                    | średni                             |
| Temperatura wody            | 24 – 27 °C                         |
| Twardość wody               | miękka 1 – 8°n, nigdy powyżej 10°n |
| Skala pH                    | 4,8 – 6                            |
| Pokarm                      | drobny żywy i mrożony              |